# Bundesautobahn 2

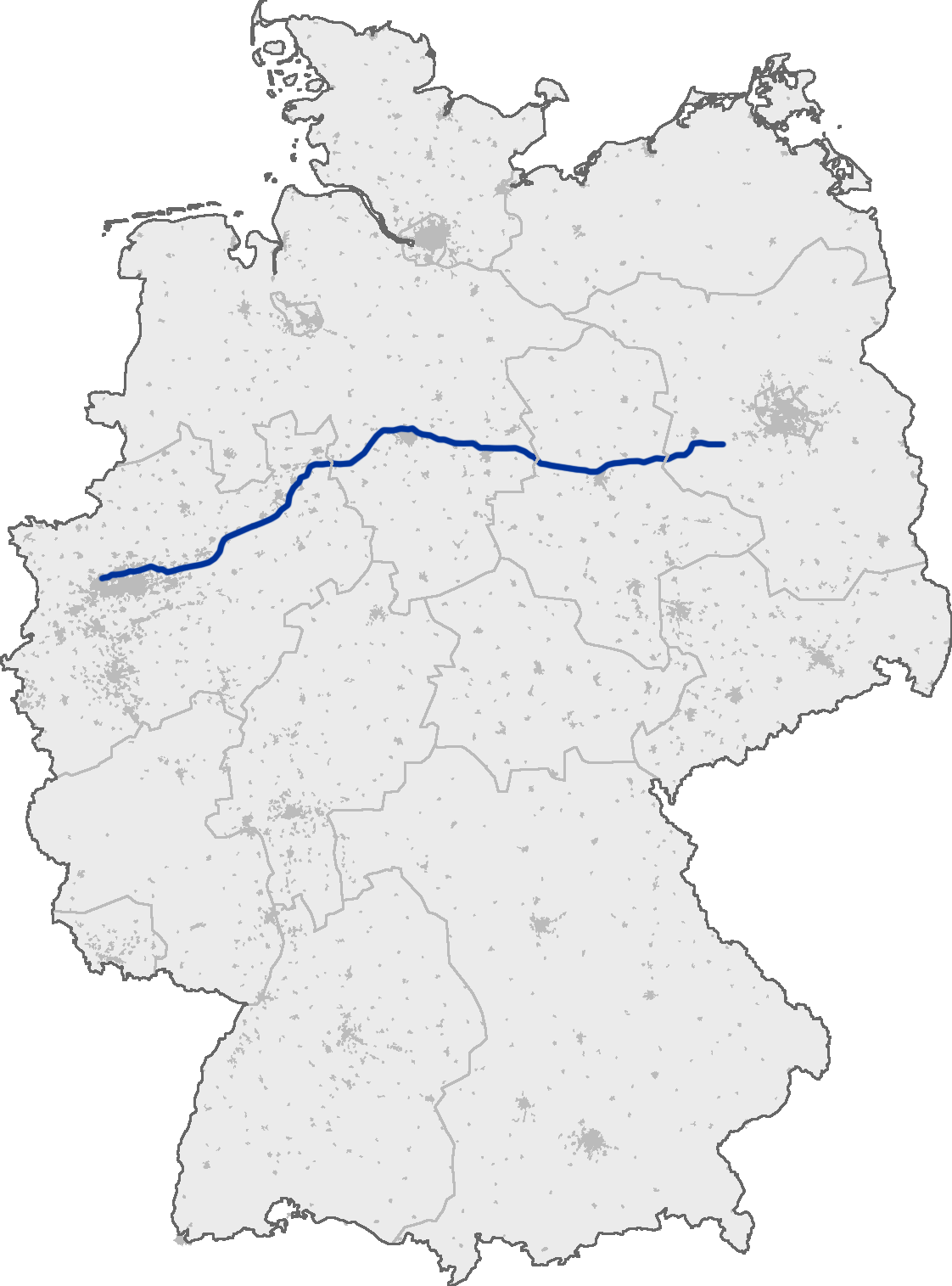
Mapa da localização da auto-estrada A 2 in Deutschland

Bundesautobahn 2 (em português: Auto-estrada Federal 2) ou A 2, é uma auto-estrada na Alemanha.
A Bundesautobahn 2 começa em Oberhausen e segue ao longo da fronteira norte da região do Ruhr, passando pelo sul das regiões Münsterland, Ostwestfalen e Weserbergland, pela capital da Baixa Saxônia, Hanôver, e pela capital da Saxônia-Anhalt, Magdeburgo. Depois de atravessar o rio Elba, termina no anel viário de Berlim (A 10). No total, a A 2 tem 486 km de comprimento.

## Estados
Estados percorridos por esta auto-estrada:
- Renânia do Norte-Vestfália
- Baixa Saxônia
- Saxônia-Anhalt
- Brandemburgo